# Floresta do Sul
Floresta do Sul é um distrito do município brasileiro de Presidente Prudente, no interior do estado de São Paulo.

## História

### Origem
O povoado de Floresta, que deu origem ao distrito, foi fundado em 1918 nas terras da antiga Fazenda Montalvão.

### Formação administrativa
- Decreto nº 7.682 de 19/05/1936 - Cria o distrito policial de Floresta, com sede na povoação de igual denominação, do município e comarca de Presidente Prudente[3]. Extinto em 1945.
- Distrito criado pela Lei n° 2.456 de 30/12/1953, com sede no povoado de Floresta e com território desmembrado do distrito de Eneida[4][5].
- Decreto nº 23.608 de 06/09/1954 - Cria a 1.ª subdelegacia de polícia do distrito de Floresta do Sul, no município de Presidente Prudente[6].

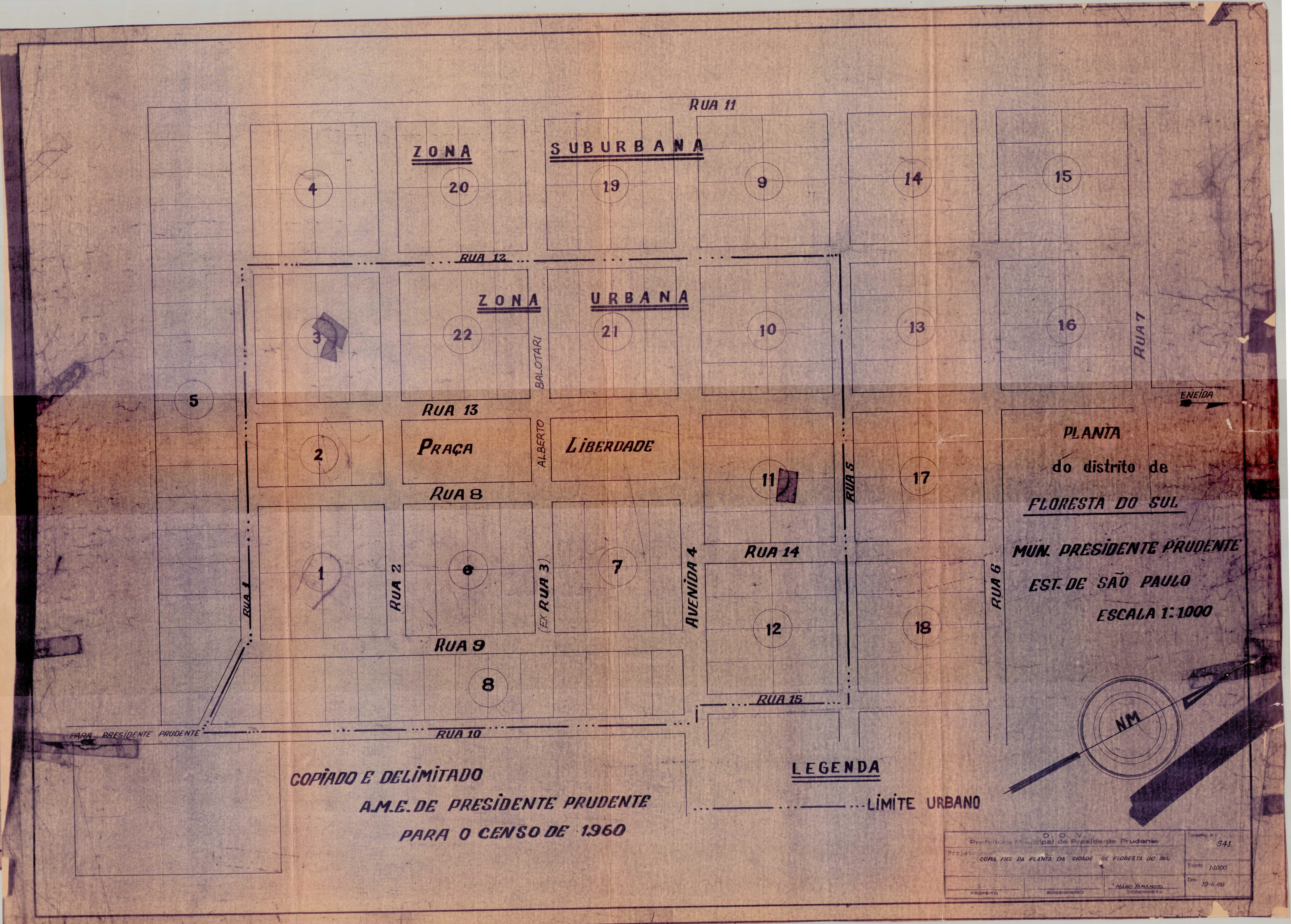
Planta da área urbana original.

## Geografia

### Demografia

#### População urbana
| Crescimento população urbana | Crescimento população urbana | Crescimento população urbana | Crescimento população urbana |
| Censo                        | Pop.                         |                              | %±                           |
| ---------------------------- | ---------------------------- | ---------------------------- | ---------------------------- |
| 1960                         | 211                          |                              | —                            |
| 1970                         | 383                          |                              | 81,5%                        |
| 1980                         | 538                          |                              | 40,5%                        |
| 1991                         | 824                          |                              | 53,2%                        |
| 2000                         | 1 035                        |                              | 25,6%                        |
| 2010                         | 986                          |                              | −4,7%                        |
| Fonte: IBGE e Fundação SEADE |                              |                              |                              |

#### População total
Pelo Censo 2010 (IBGE) a população total do distrito era de 1 392 habitantes.

### Área territorial
A área territorial do distrito é de 59,191 km².

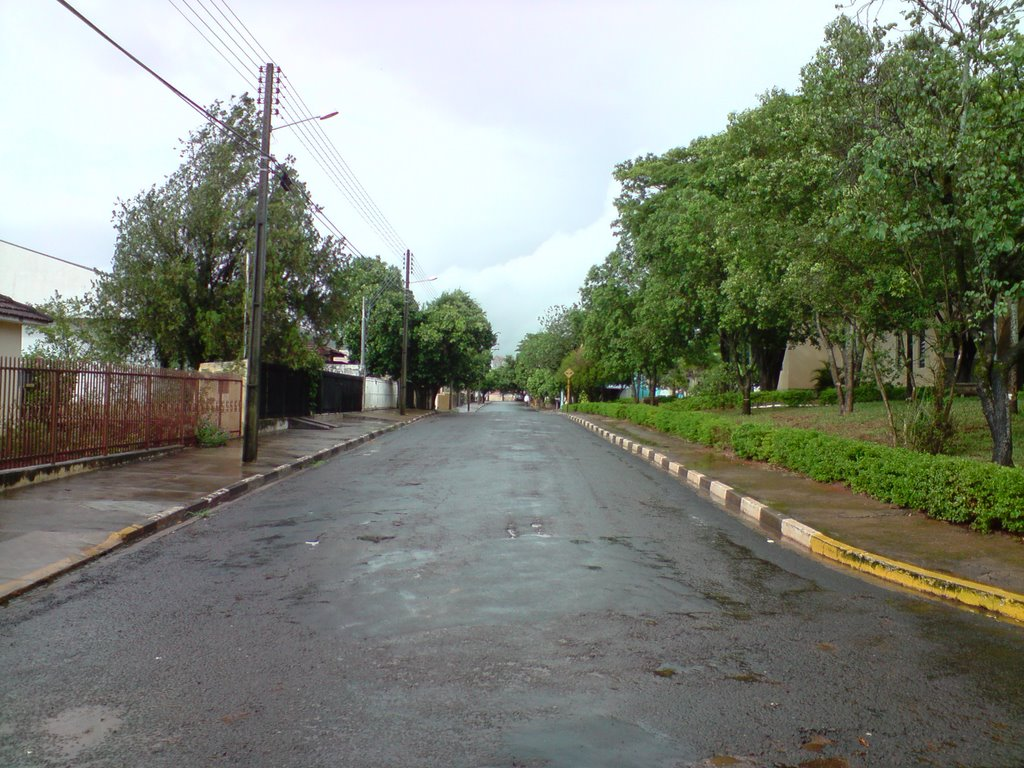
Aspecto local.

### Bairros
- Floresta do Sul (sede)[9]
- CDHU Floresta
- Residencial Maiolini

### Rodovias
O distrito localiza-se à 25 km de Presidente Prudente pela estrada vicinal Raimundo Maiolini.

## Serviços públicos

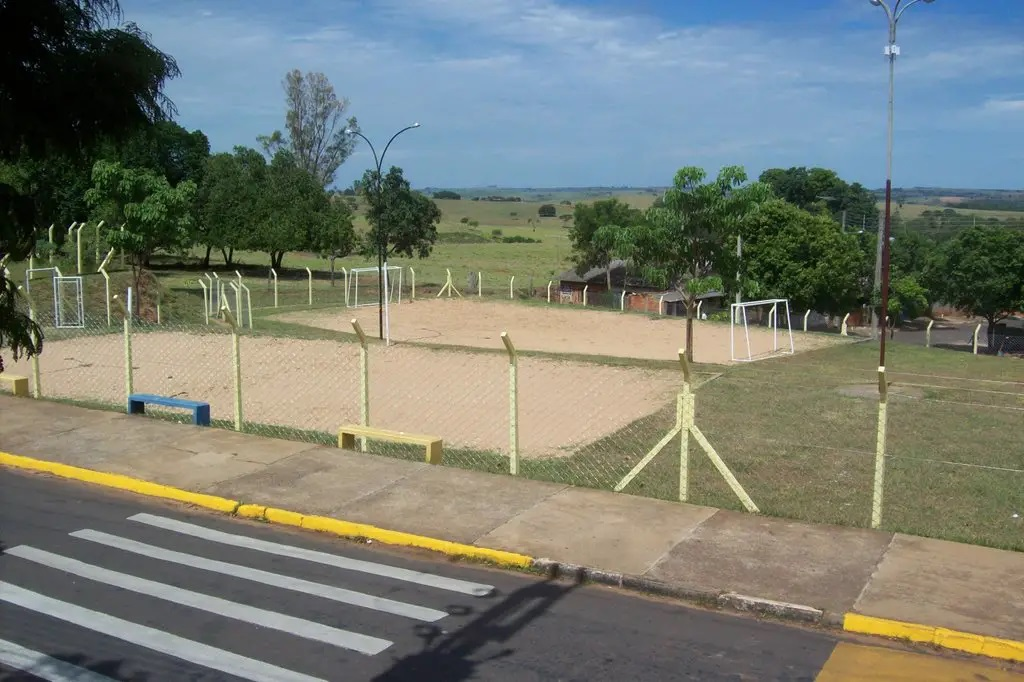
Parque.

### Registro civil
Atualmente é feito no distrito de Eneida, pois o Cartório de Registro Civil das Pessoas Naturais do distrito foi extinto pela Resolução nº 1 de 29/12/1971 do Tribunal de Justiça do Estado de São Paulo, e seu acervo foi recolhido ao cartório do distrito sede.

### Saneamento
O serviço de abastecimento de água é feito pela Companhia de Saneamento Básico do Estado de São Paulo (SABESP).

### Energia
A responsável pelo abastecimento de energia elétrica é a Energisa Sul-Sudeste, antiga Caiuá (distribuidora do grupo Rede Energia).

### Telecomunicações
O distrito era atendido pela Telecomunicações de São Paulo (TELESP), que inaugurou a central telefônica utilizada até os dias atuais. Em 1998 esta empresa foi vendida para a Telefônica, que em 2012 adotou a marca Vivo para suas operações.

## Religião

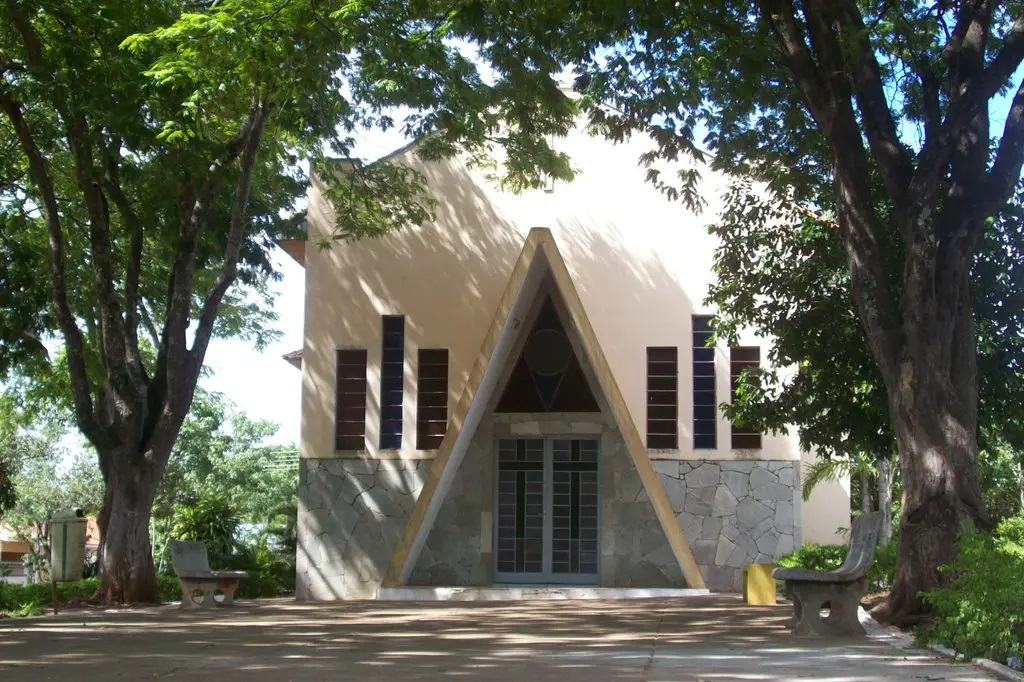
Igreja.

O Cristianismo se faz presente no distrito da seguinte forma:

### Igreja Católica
- A igreja faz parte da Diocese de Presidente Prudente[19].

### Igrejas Evangélicas
- Assembleia de Deus - O distrito possui uma congregação da Assembleia de Deus Ministério do Belém, vinculada ao Campo de Presidente Prudente[20][21]. Por essa igreja, através de um início simples, mas sob a benção de Deus, a mensagem pentecostal chegou ao Brasil. Esta mensagem originada nos céus alcançou milhares de pessoas em todo o país, fazendo da Assembleia de Deus a maior igreja evangélica do Brasil[22].
- Congregação Cristã no Brasil[23].